# Quitandinha
Quitandinha è un comune del Brasile nello Stato del Paraná, parte della mesoregione Metropolitana de Curitiba e della microregione di Rio Negro.